# 西村信
西村 信（にしむら まこと、1998年10月7日 - ）は、日本の男子バレーボール選手である。

## 来歴
山口県宇部市出身。両親の影響で小学1年生からバレーボールを始める。
2014年、高川学園高等学校に進学。中学までは守備に力を入れながらもスパイカーを任されていたが、身長が高くなかったため、入部当初はセッターを任されていた。しばらくしたらジャンプ力がついたため、再びスパイカーを任された。高校3年時の2016年、全国高等学校総合体育大会（インターハイ）で優秀選手賞を受賞。
2017年、日本体育大学に進学。2018年、秋季関東大学リーグで準優勝し、敢闘賞も受賞。2020年、全日本大学選手権大会（全日本インカレ）で準優勝を果たし、自身も敢闘賞を受賞。同年、V.LEAGUE DIVISION1(V1)に所属するJTサンダーズ広島の内定選手となった。内定選手としてリーグ戦にも出場した。
2021年、大学卒業後に、JTサンダーズ広島に入団した。入団1シーズン目の2021-22シーズンもリーグ戦に出場した。
2022年11月、JT広島でのポジションがアウトサイドヒッターからリベロに変更となった。

## 所属チーム
- 高川学園高等学校（2014-2017年）
- 日本体育大学（2017-2021年）
- JTサンダーズ広島/広島サンダーズ（2021年-）

## 受賞歴
- 2016年 - 全国高等学校総合体育大会 優秀選手賞
- 2018年 - 秋季関東大学リーグ 敢闘賞
- 2020年 - 全日本大学選手権大会 敢闘賞